# Sacheen Littlefeather
Marie Louise Cruz (14. listopadu 1946 Salinas – 2. října 2022 Novato), známá jako Sacheen Littlefeather (Pírko), byla herečka z kmene Apačů a aktivistka za práva Indiánů. 27. března 1973 zastupovala Marlona Branda na 45. ročníku udílení Oscarů, aby jeho jménem odmítla cenu pro nejlepšího herce za výkon ve filmu Kmotr. Brando bojkotoval ceremonii na protest proti hollywoodskému zobrazování domorodých Američanů a aby upozornil na aktuální situaci ve Wounded Knee, tehdy obsazeném Indiány kmene Oglala a obklíčeném armádou a FBI.
Littlefeather, napůl Indiánka (s krví Bělohorských Apačů a kmene Jakiů) a napůl běloška, se chtěla stát herečkou. Podílela se na obsazení Alcatrazu v roce 1969 a dozvěděla se o svém původu. Po projevu na ceremonii předávání Oscarů pracovala v hospicové péči, pokračovala v aktivismu v řadě otázek souvisejících se zdravím a indiánskými problémy a produkovala filmy o domorodých Američanech.

## Mládí a kariéra
Sacheen Littlefeather se narodila jako Marie Louise Cruz 14. listopadu 1946 v Salinas v Kalifornii. Její matka pocházela z Phoenixu v Arizoně a byla francouzského, německého a nizozemského původu. Její matka a dvě sestry byly vystaveny domácímu násilí ze strany otce. Ten se narodil v poušti a pocházel z kmenů Apačů a Jakiů. Pár se přestěhoval do Kalifornie, když byla matka těhotná. Otevřeli si vlastní podnik – „Sedlářství Cruz“. Sacheen byla vychována svými prarodiči z matčiny strany, Marií a Barneym, jako katolička. Vzpomíná si na výlet se svou matkou po řece Mississippi, kde jí bylo řečeno, aby používala „černé“ vodní pítka, a kde zahlédla ceduli s nápisem „Není určeno pro psy a Indiány“.
V době, kdy navštěvovala California State College v Haywardu, pokračovala v hledání své indiánské identity. V Oaklandu pracovala v Mezikmenovém domě přátelství. V roce 1969 se stala členkou organizace Indiáni všech kmenů (Indiands of All Tribes) a podílela se na obsazení ostrova Alcatraz, kde přijala jméno Sacheen Littlefeather. Od ostatních protestujících se dozvěděla více o indiánských zvycích .
Sacheen začala studovat herectví na plné stipendium na Americké herecké konzervatoři. Chtěla se stát herečkou, nastudovala několik rozhlasových a televizních rolí a stala se členkou hereckých odborů.
Časopis Playboy naplánoval v roce 1972 přílohu s názvem „10 malých Indiánů“ a jednou z modelek byla Littlefeather, redaktoři Playboy však publikaci zrušili kvůli obsazení Wounded Knee. V říjnu 1973, po oscarové ceremonii, vydal Playboy fotografie Littlefeather jako samostatnou přílohu. Littlefeather byla kritizována za to, co bylo považováno za zneužití slávy. Později to okomentovala: „Byla jsem mladá a hloupá.“

## Oscarový projev v roce 1973

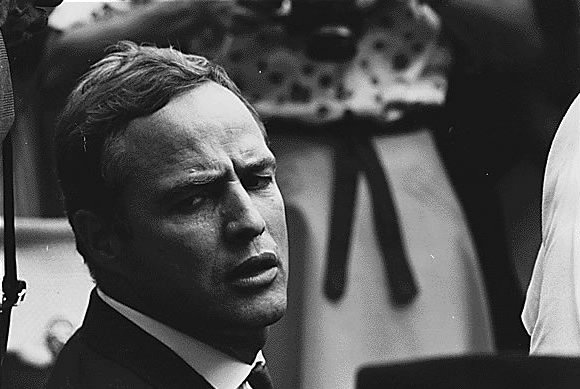
Marlon Brando na Pochodu na Washington v roce 1963

### Pozadí
Littlefeather se dostala do kontaktu s hercem Marlonem Brandem prostřednictvím režiséra Francise Forda Coppoly. Napsala Brandovi dopis, v němž se ptala na jeho zájem o indiánské otázky, a on jí o rok později zavolal do rozhlasové stanice, kde pracovala. Brando pracoval jako aktivista v Hnutí amerických Indiánů (AIM) v 60. a 70. letech. Ve Washingtonu, kde Littlefeather přednášela Federální komunikační komisi o menšinách, se setkali a našli společné téma ve spolupráci s AIM.
V roce 1972 hrál Brando Vita Corleoneho ve filmu Kmotr, který mnozí kritici považují za nejlepší film všech dob. Za roli byl nominován na nejlepšího herce na 45. předávání cen americké filmové Akademie 27. března 1973 v pavilonu Dorothy Chandlerové v Los Angeles v Kalifornii. Před obřadem se Brando rozhodl, že – jako favorit vítězství – bude ceremoniál bojkotovat na protest proti pokračujícímu obléhání Wounded Knee a kvůli svým názorům na zobrazování domorodých Američanů v amerických filmech. Zavolal Littlefeather a požádal ji, aby se zúčastnila jeho jménem. „Byla jsem něco jako mluvčí domorodých Američanů stereotypně zobrazovaných ve filmu a televizi,“ řekla později.

### Na ceremonii
Littlefeather se přidala k divákům několik minut před vyhlášením ceny pro nejlepšího herce v doprovodu Brandovy sekretářky Alice Marchakové. Měla na sobě tradiční apačské šaty z jelenice. Producent Howard W. Koch, jak by později řekla, jí sdělil, že má 60 vteřin na přednes řeči, jinak bude z pódia odvedena; původně plánovala přečíst čtyřstránkový projev, který napsal Brando.
Cenu pro nejlepšího herce udělovali herci Liv Ullmannová a Roger Moore. Po krátkém oznámení pěti nominovaných prohlásili Branda za vítěze. Littlefeather přišla na jeviště a zvedla ruku gestem, kterým předávanou sošku odmítla. Místo připraveného projevu řekla následující:
| „ | Dobrý den. Jmenuji se Sacheen Littlefeatherová. Jsem Apačka a jsem prezidentka Národního výboru pro pozitivní obraz domorodých Američanů. Dnes večer zastupuji Marlona Branda a on mě požádal, abych vám řekla ve velmi dlouhém projevu, o který se s vámi momentálně z časových důvodů nemohu podělit, ale poté se ráda podělím s tiskem, že velmi litoval že nemůže přijmout toto velmi štědré ocenění. A důvody pro toto je dnešní zacházení s americkými Indiány ze strany filmového průmyslu – promiňte... [pískání a jásání] a v televizi v reprízách filmů a také nedávné událostmi ve Wounded Knee. Doufám nyní, ze jsem nezasáhla do tohoto večera a že se v budoucnu setkáme, naše srdce a naše porozumění s láskou a velkorysostí. Děkuji jménem Marlona Branda. | “ |

Moore vyprovodil Littlefeather z pódia kolem několika lidí, kteří byli vůči ní kritičtí. Na tiskové konferenci Littlefeather přečetla novinářům projev, který Brando připravil; The New York Times zveřejnil celý text následující den.
Později v noci, než vyhlásila vítěze ceny za nejlepší herečku, řekla Raquel Welchová: „Doufám, že vítěz nemá důvod odmítnout.“ Když Clint Eastwood předával cenu za nejlepší film, poznamenal, že ji uděluje „jménem všech kovbojů zastřelených ve westernech Johna Forda“. Michael Caine, noční konferenciér, kritizoval Branda za to, že „nechal nějakou ubohou malou indiánskou dívku sklízet bučení, místo aby vstal a udělal to sám“.

### Přijetí a ohlasy
Publikum v pavilonu Dorothy Chandlerové bylo rozděleno na ty, kteří tleskali, a ty, kteří vyjadřovali nelibost. Akt byl obecně považován za nevhodný pro slavnostní předávání cen. „Byl jsem zoufalý, že lidé bučeli, pískali a dupali, i když to snad bylo namířeno proti mně,“ prohlásil Brando později. „Měli mít alespoň slušnost a vyslechnout ji.“ Vystoupení Littlefeather(ové) přimělo Akademii filmových umění a věd k vyloučení zástupců z budoucích předávání Oscarů.
Littlefeather tvrdí, že byla u hollywoodské komunity na černé listině a setkala se s vyhrožováním. Kromě toho uvádí, že zprávy z médií zveřejnily několik lží, například že nebyla domorodou Američankou nebo si pro tuto příležitost pronajala oblečení.
Díky její řeči se opět soustředila pozornosti k situaci kolem Wounded Knee, na kterou byla v médiích vyhlášena cenzura. Coretta Scott Kingová zavolala Littlefeather(ové), aby jí poděkovala za projev. Herečka Jada Pinkett Smith bojkotovala 87. ceremoniál udílení Oscarů v roce 2014 a jako inspiraci uvedla Littlefeather.

## Pozdější život a kariéra
Po projevu Littlefeather strávila dva dny v Los Angeles, než se vrátila do San Franciska. Když navštívila dům Marlona Branda po udílení Oscarů, zatímco si povídali, dveře domu bylo prostřeleny několika kulkami. Ve věku 29 let jí selhaly plíce a po uzdravení získala titul v indiánské medicíně, což byla praxe, kterou používala k zotavení. Studovala výživu a nějakou dobu žila ve Stockholmu, poté cestovala po Evropě a zajímala se o kuchyně jiných kultur. Později učila v St. Mary's Hospital v Tucsonu v Arizoně a pracovala pro Institut indiánského umění v Santa Fe.
V roce 1979 spoluzaložila Národní indiánský registr múzických umění, který později pomohl několika hercům zapojit se do produkce filmu Tanec s vlky. Sdílela cenu Emmy jako poradkyně pro film PBS Dance in America: Song for Dead Warriors (1984). Pracovala také na výstavách PBS Remember Me Forever a The Americas Before Columbus (obě 1992) a produkovala filmy o zdraví indiánů. V roce 2009 účinkovala v dokumentu Reel Injun o domorodých Američanech ve filmu.
Pokračovala v aktivismu a stala se respektovaným členem kalifornské indiánské komunity. V 80. letech vedla modlitební kruhy za Kateri Tekakwithu, první indiánskou katolickou světici. V roce 1988 spolupracovala s Matkou Terezou na pomoci pacientům s AIDS v hospicové péči, poté založila Indiánský institut AIDS v San Francisku. Bojovala proti obezitě, alkoholismu a cukrovce a zejména pomáhala domorodým Američanům s AIDS.
V březnu 2018 bylo oznámeno, že trpí rakovinou prsu 4. stupně. Nemoci podlehla 2. října 2022 ve věku 75 let.

## Filmografie
| Rok  | Titul                   | Role             | Poznámky        | Zdroj |
| ---- | ----------------------- | ---------------- | --------------- | ----- |
| 1973 | Poradce zločinu         | Maggie           | Cameo           | [ 2 ] |
| 1973 | Smějící se policajt     | vedlejší role    |                 | [ 3 ] |
| 1974 | Freebie and the Bean    | vedlejší role    |                 |       |
| 1974 | The Trial of Billy Jack | Patsy Littlejohn |                 | [ 4 ] |
| 1975 | Johnny Firecloud        | Nenya            |                 | [ 5 ] |
| 1975 | Winterhawk              | Bledý květ       |                 | [ 6 ] |
| 1978 | Shoot the Sun Down      | Navajo žena      |                 | [ 7 ] |
| 2009 | Reel Injun              | ona sama         | Dokumentární    | [ 8 ] |
| 2018 | Sacheen                 | ona sama         | Krátký dokument | [ 9 ] |